# Valori d'impresa
Per valori d'impresa (values o core values) si intende genericamente un sistema di idee, modi di agire e attributi considerati "importanti" per sé e quindi tali da informare l'azione dell'impresa, o dell'organizzazione in genere.
La dichiarazione dei valori (o statement of core values) è la dichiarazione formale del sistema di valori propri dell'organizzazione.
Esempi di valori:
- McDonald's – "qualità, servizio e pulizia" ("outstanding quality, service, cleanliness, and value, so that we make every customer in every restaurant smile")
- Mars Incorporated - "I Cinque Principi della Mars - Qualità, Responsabilità, Reciprocità, Efficienza e Libertà - guidano il nostro approccio all'ambiente così come tutti gli aspetti del nostro lavoro" ("The Five Principles of Mars - Quality, Responsibility, Mutuality, Efficiency and Freedom - guide our approach to the environment just as they guide all other aspects of our work.")
- CIA - "Nel perseguimento degli interessi del nostro Paese noi anteponiamo la Nazione all'Organizzazione, l'Organizzazione all'unità, e tutto quanto a noi stessi. Quello che facciamo conta..." ("In pursuit of our country's interests, we put Nation before Agency, Agency before unit, and all before self. What we do matters...").